# The King's Man
The King's Man er en actionfilm fra 2021, instrueret af Matthew Vaughn. Biografpremieren blev udskudt pga. Coronaviruspandemien.
Den er en prequel til filmen Kingsman: The Secret Service, som er baseret på Mark Millars tegneserie The Secret Service.

## Medvirkende
- Ralph Fiennes som Duke of Oxford
- Harris Dickinson som Conrad
- Rhys Ifans som Rasputin
- Gemma Arterton som Mata Hari
- Daniel Brühl som Felix Yusupov
- Matthew Goode som Tristan
- Charles Dance som Marskal Haig
- Tom Hollander som George V / Wilhelm II